# Kirchgellersen
Kirchgellersen – miejscowość  i gmina położona w niemieckim kraju związkowym Dolna Saksonia, w powiecie Lüneburg. Należy do (niem. Samtgemeinde) gminy zbiorowej Gellersen.

## Położenie geograficzne
Kirchgellersen leży 9 km na zachód od Lüneburga. Gmina leży na północno-wschodnich krańcach Pustaci Lüneburskiej. Przez gminę płynie kilka małych strumieni tworzące Osterbach i wpływające do Hasenburger Bach, małego prawego dopływu Ilmenau.
Od północy i północnego wschodu gmina sąsiaduje z gminą Reppenstedt, od południowego wschodu i południa z gminą Südergellersen, od zachodu z gminą Westergellersen.

## Historia
Po raz pierwszy Kirchgellersen było wzmiankowane w 1236 w dokumencie biskupstwa Verden. Występuje tam pod nazwą Kerkgelderssen. W 1263 zostaje wymieniona jako Kercgelderdessen w dokumencie wydanym przez benedyktyński klasztor Lüne, późniejsze opactwo w Lüneburgu. W 1313 rycerz Lippold von Dohren ufundował klasztor, który już trzy lata później został przeniesiony do Heiligenthal - obecnie dzielnica gminy Südergellersen - w którym znajduje się do dzisiaj.

## Komunikacja
Z Kirchgellersen jest ok. 15 km jest do autostrady A7 na węźle Garlstorf jadąc w kierunku Hamburga lub Egestorf jadąc w kierunku Hanoweru. Do autostrady A250 na węźle Lüneburg-Nord jest ok. 9 km.